# Santulo
Santulo, o Santolo (... – 15 dicembre 600 circa), è stato un presbitero italiano.

## Agiografia e miracoli
San Santulo è un santo di cui parla San Gregorio Magno nel capitolo XXXVII del terzo libro del Dialogorum Libri.
Santulo, prete di Norcia, conosceva personalmente Gregorio ed era solito recarsi presso di lui ogni anno.
Parlando di Santulo, Gregorio riferisce di tre miracoli.
Riguardo al primo egli narra che, mentre dei Longobardi stavano spremendo olive per farne olio, nella contrada di Norcia, Santulo si presentò a loro con un otre vuoto affinché essi glielo riempissero, ma essi, che non erano riusciti in quel giorno a ricavare molto olio, lo trattarono con molta villania.
Ma Santulo rispose loro: “Credetemi, fate ciò che vi dico: riempitemi quest'otre e a voi ritornerà in bene”.
Tuttavia, poiché i Longobardi continuavano a non ottenere olio e nonostante ciò Santulo si mostrava insistente, essi lo trattarono in maniera ancor più villana.
Allora l'uomo di Dio Santulo, vedendo che da quelle ulive non usciva olio,  fece portare dell'acqua e, dopo averla benedetta alla presenza di tutti, la versò nella pila in cui si frangevano le olive.
Subito si ricavò una quantità tale di olio che i Longobardi ne riempirono tutti i loro vaselli e l'otre di Santulo.
Relativamente al secondo miracolo, Gregorio narra che Santulo, volendo riedificare la chiesa di San Lorenzo martire, la quale era stata disfatta dai Longobardi, condusse molti maestri e lavoratori a sue spese.
Accadde che i lavoratori, non avendo di che mangiare, si lamentavano dicendo di non avere le forze per lavorare senza nutrirsi.
Santulo rispose loro che avrebbe provveduto a trovargli di che mangiare.
Santulo, giunto ad un forno della contrada ove delle donne avevano cotto del pane, guardò dentro per vedere se vi fosse rimasto del pane.
Santulo, vedendo un pane bianco estremamente grande lo prese e, dopo aver girato per la contrada chiedendo di chi fosse quel pane, essendosi accertato che non apparteneva a nessuno, si presentò ai suoi maestri ammonendoli di ringraziare Dio che aveva loro provveduto ed estrasse il pane.
Dopo che essi furono sazi, Santulo portò via più pezzi di pane di quanto non fosse stato il pane intero e il pane bastò miracolosamente dieci giorni a tutti quei maestri.
Quanto al terzo miracolo, Gregorio narra che i Longobardi avevano catturato un diacono e pensavano di ucciderlo.
Pertanto, giunta la sera, Santulo si presentò ai Longobardi e chiese loro di risparmiare la vita al diacono, ma essi si rifiutarono.
Così Santulo domandò che gli consegnassero in guardia il suddetto diacono.
Essi acconsentirono a patto che se il diacono fosse fuggito Santulo sarebbe morto in sua vece.
Verso mezzanotte Santulo disse al diacono di fuggire e, poiché egli, memore del patto di Santulo coi Longobardi, si rifiutava di scappare, proferì al diacono che i Longobardi avrebbero potuto fare a lui (a Santulo) quanto Dio avrebbe loro permesso.
Il mattino seguente i Longobardi, dopo aver saputo della fuga del diacono, offrirono a Santulo di scegliere in quale modo morire.
Ma Santulo rispose: ”Sono nelle mani di Dio: uccidetemi di quella morte che Dio vi permetterà”.
I Longobardi, poiché Santulo era noto e godeva di grande reverenza, decisero di decapitarlo.
Tutti i Longobardi della contrada, come uomini crudeli che si dilettavano di veder spargere sangue, si recarono là per vedere la morte di Santulo.
Santulo domandò di poter pregare per un poco ed i Longobardi glielo concessero.
Tuttavia, poiché egli si dilungava nelle orazioni più di quanto essi volevano, lo percossero con calci e gli dissero di inginocchiarsi e difendersi il capo.
Si diceva che Santulo, guardando la spada sguainata in mano a colui che lo doveva decapitare, orò:”San Giovanni, tienila”.
Allora, il carnefice rizzò il braccio ma per divino miracolo non poté piegarlo.
Vedendo ciò, i Longobardi cominciarono ad avere grande reverenza e timore verso il servo di Dio Santulo.
Santulo, poiché i Longobardi lo pregavano di sanare il braccio di quel carnefice, rispose che avrebbe pregato per lui solo se egli avrebbe giurato di non uccidere mai più alcun cristiano.
Quando egli lo ebbe giurato, Santulo gli disse:”Inchina il braccio”; ed egli lo piegò; poi aggiunse:”rimetti la spada nel fodero”.
A questo punto i Longobardi incominciarono ad offrirgli molto bestiame che avevano rubato per la contrada.
Ma Santulo, sapendo che a Dio non piace sacrificio di rapina, rifiutò la predetta offerta e chiese che fossero liberati i prigionieri che avevano catturato per la contrada.
Ciò gli fu concesso.
Così per divina dispensazione avvenne che, offrendosi uno a morte, per uno molti furono liberati da morte.
È certo che il predetto Santulo venerabile non sapeva ancora ben leggere né molto sottilmente intendere i comandamenti della legge, ma per il fatto che la carità è fine della legge come dice San Paolo, tutta la legge osservò amando il prossimo.

## Culto
Riguardo alla data della morte e alla collocazione delle reliquie, il Patrizi Forti, storiografo nursino, scrive:” Santolo placidamente spirava in questa città a 15 dicembre dell'anno 600 circa dell'E.C., e credesi che il suo corpo trovisi sepolto nella chiesa di S.Giovanni, già cattedrale, in cui ebbe esercitato le sue funzioni sacerdotali".
Quanto al giorno della sua festa, nelle aggiunte del Molano ad Usuardo nel catalogo P. De Natalibus essa è collocata al 15 dicembre.

### Iconografia
Nella concattedrale di Santa Maria Argentea in Norcia, vi è una pala d'altare in cui Santulo è rappresentato insieme ai santi Spes, Eutizio e Fiorenzo, opera di Cristoforo Roncalli, detto il Pomarancio.

## Curiosità
- Riguardo Santulo è interessante ricordare che, nel periodo in cui egli visse, il pontefice aveva possedimenti in varie zone d'Italia, fra cui quella di Norcia.

Giacché ogni anno Santulo si incontrava col pontefice, ci si può chiedere se fosse anche l'amministratore dei possedimenti situati nell'area di Norcia.
Don Eusebio Severini, esperto del territorio nursino, ritiene che Gregorio Magno nel parlare di Santulo fa pensare che egli non fosse l'amministratore delle proprietà. Tuttavia il detto autore reputa che, nei colloqui, Santulo riferisse notizie relative al patrimonio.